# Мубарак Али-хан II
Сеид Мубарак Али-хан II, также известен как Хумаюн Джах (бенг. দ্বিতীয় মুবারাক আলী খান; 29 сентября 1810 — 3 октября 1838) — 15-й наваб Бенгалии из династии Наджафи (31 октября 1824 — 3 октября 1838). Сын Ахмада Али-хана (? — 1824), 14-го наваба Бенгалии (1821—1824), и Наджиб ун-Ниссы Бегум (? — 1858). Он построил знаменитый и прославленный дворец Хазардуари и Мубарак Манзил в Муршидабаде.

## Ранние годы
Мубарак Али-хан был единственным сыном Ахмада Али-хана, 14-го наваба Бенгалии в 1821—1824 годах. Его матерью была Наваб Наджиб ун-Нисса Бегум Сахиба (Гаддинашин Бегум), которая умерла 23 августа 1858 года.
31 октября 1824 года после смерти своего отца Мубарак Али-хан унаследовал титул наваба Бенгалии, Бихара и Ориссы. Он принял почетные титулы Хумаюн Джах (обладатель почетного звания), Шуя уль-Мульк (герой страны), Ихтишем уд-Даула (победитель в войне) и Фероз-и-Джанг (сановник страны).

## Правление

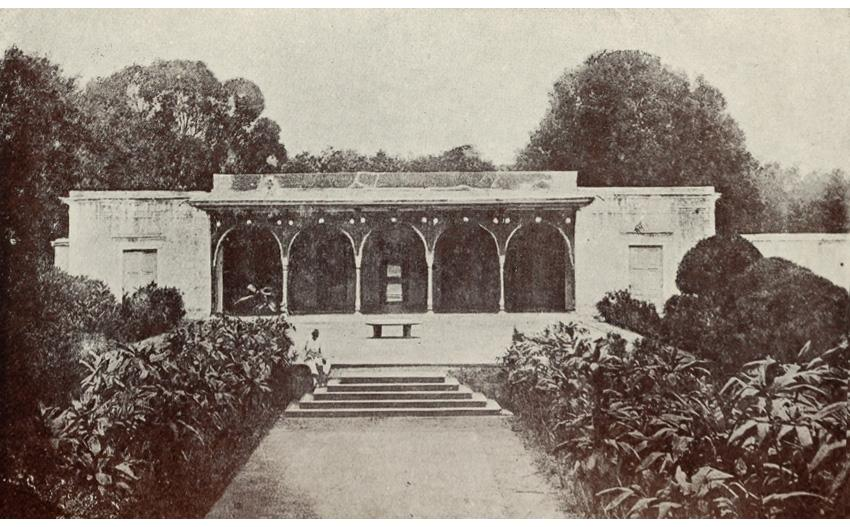
Старая фотография Моти-Махал в Мубарак-манзиле с изображением черного трона навабов Бенгалии.

В 1826 году наваб Мубарак Али-хан отправился в Патну для изменения деванства и, когда он достиг своего совершеннолетия, он взял управление в свои руки, отправив в отставку Раджу Гангу Дхара из Низамата деванства.
В Финдалл-баглх (ныне известном как Мубарак манзил) были построены суды правосудия Британской Ост-Индской компании, однако они не использовались после того, как отправление закона и правосудия было перенесено в Калькутту. Садар-Девани-Адалат (суды или дарбары) находились там с 1765 по 1781 год, пока его не перевезли в Калькутту. Впоследствии гражданские и уголовные суды (которые находились здесь) были переданы лордом Корнуоллисом в 1793 году путем передачи Верховного суда в Калькутту. Финдалл-баг был заброшен. На этом просторном участке было также три здания.
В мае 1830 года Наваб Хумаюн Джах купил эту недвижимость у Раджи Киссена Чанд Бахадура и Кумара Чанда из Нашипура за сумму 35 000 рупий. Он превратил собственность в сад удовольствий и воздвиг здесь Моти Махал (также известный как Red Bunglow), который он назвал садом Мубарак Манзил.
На террасе перед Моти-Махалом стоял королевский трон (черный трон), которым пользовались Навабы Бенгалии со времен субадара Шаха-Шуджи. Его принес сюда Наваб Назим Хумаюн Джах. Этот королевский трон имеет круглую форму и выполнен из черного камня. Трон имеет 6 футов (72 дюйма) в диаметре и 1,5 фута (18 дюймов) в высоту. Он был сделан в Монгере, Бихар, Хваджа Назар из Бухары в 1643 году. Британский генерал Роберт Клайв посадил Мир Джафара на этот трон в Мансурганже после битвы при Плесси в 1757 году. Клайв то сидел на нем бок о бок с Наджимуддином Али Ханом в Мотиджхиле, когда праздновал пуанат после приобретения дивана Британской Ост-Индской компанией. Трон в настоящее время хранится в Мемориале Виктории, Калькутта.

## Смерть и преемственность

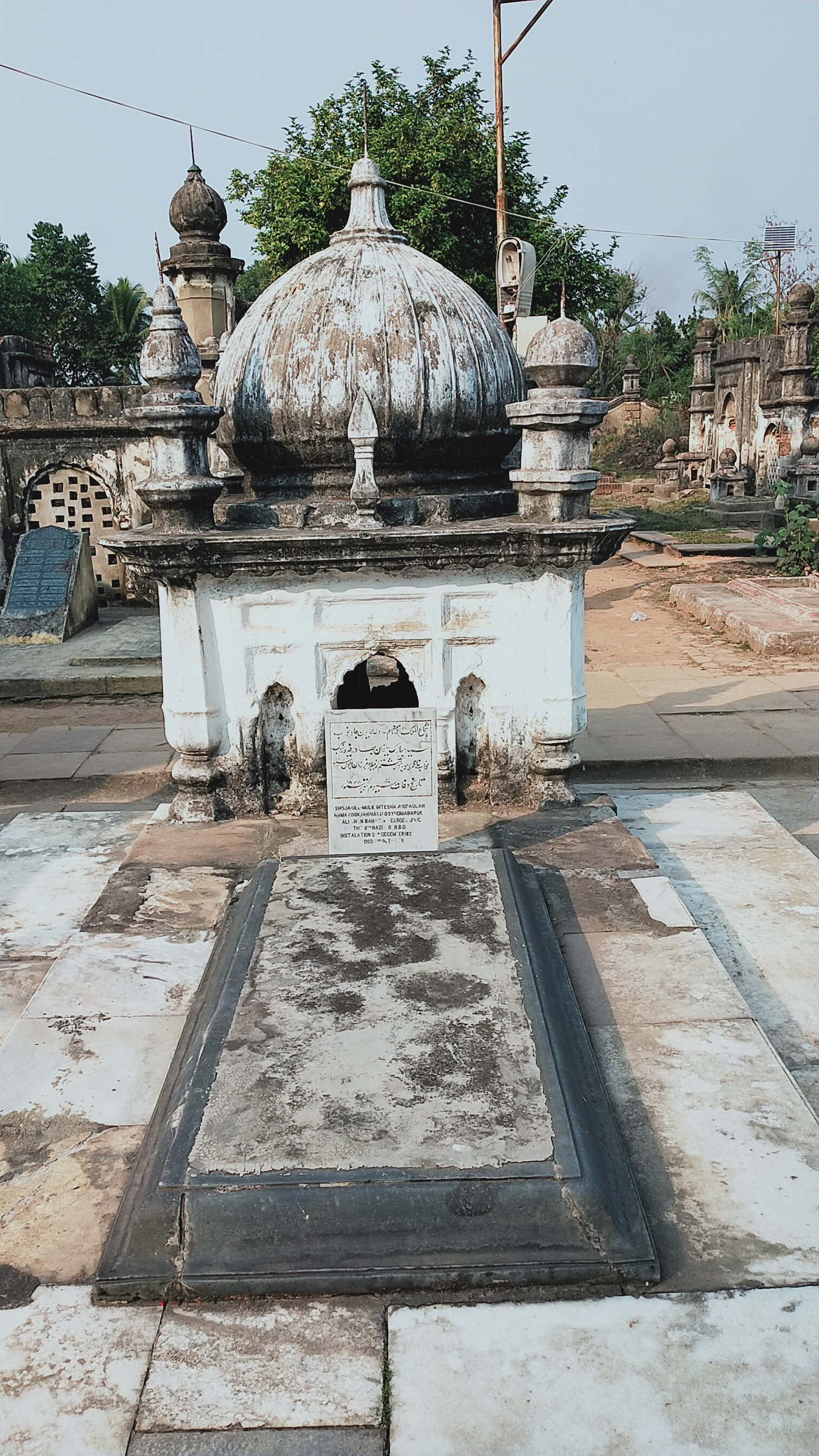
Могила наваба Хумаюна Джаха на кладбище Джафаргандж

28-летний наваб Бенгалии Назим Хумаюн Джах скончался 3 октября 1838 года, и его преемником стал его сын Мансур Али-хан (1830—1884), последний (16-й) наваб Бенгалии (1838—1880).

## Браки и дети
У Мубарака Али-хана было три главных жены:
- Умдат-ун-Нисса Бегум Сахиба (1810—1853)
- Раис-ун-Нисса Бегум Сахиба (? — 4 мая 1893)
- Ашраф-ун-Нисса Бегум Сахиба (? — 18 ноября 1899).
- мут’а: Мубарак Махал Сахиба (? — 13 марта 1867)

У наваба Бенгалии было три сына и две дочери:
- Сеид Мансур Али-хан Бахадур (26 ноября 1826 — 12 июля 1827)
- Сеид Вахид Хусейн-хан Бахадур (род. 29 сентября 1829)
- Сеид Мансур Али-хан Бахадур (29 октября 1830 — 4 ноября 1884), последний наваб Бенгалии (1838—1880).
- Султана Гетиара Бегум Сахиба (род. 31 мая 1827)
- дочь (умерла до 1837).